# Draževnik
Draževnik este o localitate din comuna Dobrova-Polhov Gradec, Slovenia, cu o populație de 109 locuitori.